# Aeroportul Internațional Kunming Changshui
Aeroportul Internațional Kunming Changshui (IATA: KMG, ICAO: ZPPP) este un aeroport din Dabanqiao Subdistrict⁠(d), Guandu District⁠(d), Kunming, Yunnan, Republica Populară Chineză ce deservește zona Kunming. Aeroportul a fost tranzitat în 2022 de 21.237.520 de pasageri. A fost deschis în 28 iunie 2012 și numit după zona deservită.
Situat la o altitudine de 2.103 m, aeroportul dispune de 2 piste.

## Infrastructură

### Piste
Aeroportul dispune de 2 piste. Pista are orientarea 03/21.Pista are orientarea 04/22.